# DSA-581
La DSA-581 es una carretera perteneciente a la Red Secundaria de la Diputación Provincial de Salamanca que une la localidad de Mieza con la carretera del Salto de Aldeadávila.

## Recorrido
La carretera DSA-581 tiene su origen en Mieza en la intersección con la carretera DSA-560, y termina en La Zarza de Pumareda en la intersección con la carretera del Salto de Aldeadávila formando parte de la Red de carreteras de Salamanca.
| Mieza (Intersección con ) - La Zarza de Pumareda (Intersección con Carretera al Salto de Aldeadávila) | Mieza (Intersección con ) - La Zarza de Pumareda (Intersección con Carretera al Salto de Aldeadávila) | Mieza (Intersección con ) - La Zarza de Pumareda (Intersección con Carretera al Salto de Aldeadávila) | Mieza (Intersección con ) - La Zarza de Pumareda (Intersección con Carretera al Salto de Aldeadávila) | Mieza (Intersección con ) - La Zarza de Pumareda (Intersección con Carretera al Salto de Aldeadávila) | Mieza (Intersección con ) - La Zarza de Pumareda (Intersección con Carretera al Salto de Aldeadávila) | Mieza (Intersección con ) - La Zarza de Pumareda (Intersección con Carretera al Salto de Aldeadávila) | Mieza (Intersección con ) - La Zarza de Pumareda (Intersección con Carretera al Salto de Aldeadávila) | Mieza (Intersección con ) - La Zarza de Pumareda (Intersección con Carretera al Salto de Aldeadávila) | Mieza (Intersección con ) - La Zarza de Pumareda (Intersección con Carretera al Salto de Aldeadávila) | Mieza (Intersección con ) - La Zarza de Pumareda (Intersección con Carretera al Salto de Aldeadávila) |
| Esquema                                                                                               | PK | Sentido La Zarza de Pumareda                                                                          | Sentido La Zarza de Pumareda                                                                          | Sentido La Zarza de Pumareda                                                                          | Sentido La Zarza de Pumareda                                                                          | Sentido Mieza                                                                                         | Sentido Mieza                                                                                         | Sentido Mieza                                                                                         | Sentido Mieza                                                                                         | Incidencias                                                                                           |
| Esquema                                                                                               | PK | Velocidad                                                                                             | Elemento                                                                                              | Salida                                                                                                | Salida                                                                                                | Salida                                                                                                | Salida                                                                                                | Elemento                                                                                              | Velocidad                                                                                             | Incidencias                                                                                           |
| Esquema                                                                                               | PK | Velocidad                                                                                             | Elemento                                                                                              | Dir.                                                                                                  | Nombre                                                                                                | Nombre                                                                                                | Dir.                                                                                                  | Elemento                                                                                              | Velocidad                                                                                             | Incidencias                                                                                           |
| --- | --- | --- | --- | --- | --- | --- | --- | --- | --- | --- |
| | 0,0                                                                                                   | | | Centro Urbano                                                                                         | Centro Urbano                                                                                         | Centro Urbano                                                                                         | | | | |
| Cerezal de Peñahorcada Vitigudino                                                                     | 0,0                                                                                                   | | | | | | | | | |
| | 0,3                                                                                                   | | | MIEZA                                                                                                 | MIEZA                                                                                                 | MIEZA                                                                                                 | MIEZA                                                                                                 | | | |
| | 3,700                                                                                                 | | | | Barruecopardo                                                                                         | Barruecopardo                                                                                         | Barruecopardo                                                                                         | | | |
| | 3,700                                                                                                 | La Zarza de Pumareda                                                                                  | | | | | | | | |
| | 3,700                                                                                                 | Salto de Aldeadávila                                                                                  | | | | | | | | |